# بونرار
بونرار هي جماعة قروية في إقليم تارودانت بجهة سوس ماسة جنوب المغرب. وهي تضم 6304 نسمة، حسب الإحصاء العام للسكان والسكنى لسنة 2014.

## دواوير الجماعة
- دوار إخرازن
- دوار توريرت
- دوار توريرت نتكيوت
- دوار أزكيوض
- دوار أورير
- دوار أيت سعيد
- دوار أيت يوسف
- دوار أيت يدر
- دوار أيت إيخو
- دوار أنوكوض
- دوار أكرض
- دوار تيزي نوغيلاس
- دوار أكلكال نوملال
- دوار أزور نزيك
- دوار أكلف
- دوار أسانيسن
- دوار إغيران
- دوار ميكران
- دوار واوزيات
- دوار توجكالت
- دوار أيت بقا
- دوار أيت بوزيان

## التعليم
قائمة المؤسسات التعليمية في بونرار:
- مجموعة مدارس السعديين (المركزية: اثنين بونرار / الوحدات: ميكران - واوزيارت - توجكالت - أيت بقا - أيت بوزيان - أكرض نكر - مسليل)
- مجموعة مدارس كطيوة (المركزية: أزور نزيك / الوحدات: اخرازن - أزور نفردو - تين العسكر - أكلف - إيسانيسن - تيزي نوغيلاس)
- مجموعة مدارس أورير (المركزية: أورير / الوحدات: توريرت - أيت سعيد - أيت ايخو - أزكيوض)

## النقل
توجد أغلب دواوير الجماعة في منطقة جبلية، ذات تضاريس وعرة الولوج، ماعدا بعض الدواوير القريبة من الطريق الرئيسية والتي تصلها طرق فرعية معبدة. ويبعد مركز الجماعة إثنين بونرار عن تارودانت بـ 35 كلم، لكن يستغرق الوصول إليه حوالي ساعة واحدة من السياقة بسبب كثرة المنعرجات في الطريق. أما وسائل النقل للوصول إلى بونرار فهي قليلة ومحدودة. حيث أنه للوصول لبونرار إنطلاقا من المحطة الطرقية تارودانت، يجب الذهاب عبر سيارة أجرة كبيرة أو حافلة الكرامة من تارودانت إلى تازمورت، ثم النزول في تازمورت وإكمال الرحلة عبر الشاحنات أو النقل المزدوج إلى بونرار.